# (40917) Pauljorden
(40917) Pauljorden est un astéroïde de la ceinture principale.

## Description
(40917) Pauljorden est un astéroïde de la ceinture principale. Il fut découvert le 9 octobre 1999 à Socorro (Nouveau-Mexique) par le projet LINEAR. Il présente une orbite caractérisée par un demi-grand axe de 3,13 UA, une excentricité de 0,11 et une inclinaison de 4,0° par rapport à l'écliptique.

## Compléments